# James Spader
James Todd Spader (Boston, 7 de febrero de 1960) es un actor de carácter estadounidense. Sus papeles son reconocidos por los particulares toques excéntricos y dramáticos en sus películas, tales como Pretty in Pink, Sex, Lies, and Videotape, Crash, Stargate, Wolf o Secretary. Sus papeles más famosos en la televisión son el del abogado Alan Shore en la serie The Practice, su spin-off Boston Legal, por el que ganó tres premios Emmy, y como Raymond Reddington en la serie The Blacklist, donde se aprecia la calidad del actor; además, proporcionó la voz y captura de movimiento para el personaje de Ultron en la película de Marvel Studios Avengers: Age of Ultron.

## Primeros años
Spader nació en Boston (Massachusetts), hijo del matrimonio entre James Todd Spader y Jean Spader, ambos maestros de escuela para la elite de la costa este. Durante su educación primaria, asistió a The Pike School (donde su madre le enseñó arte) y se matriculó en la Brooks School (donde su padre enseñaba) durante un año en North Andover, Massachusetts. Spader se trasladó más tarde a la Phillips Academy. 
Cuando estaba a punto de comenzar la universidad, abandonó el noveno grado para marcharse a Nueva York y estudiar interpretación en el Michael Chekhov Studio. Antes de convertirse en un actor a tiempo completo, desempeñó una gran variedad de puestos de trabajo, tales como instructor de yoga, ayudante de camarero, chófer de camión, mozo de cuadra, y cargador de coche de ferrocarril.

## Carrera
Spader consiguió debutar en el cine con Team-Mates (1978), una comedia que sería continuada por Amor sin fin (1981), drama romántico dirigido por Franco Zeffirelli. Su verdadero inicio en un papel principal fue en Pretty in Pink como el seductor Steff McKee. 
Notable en su juventud por su muy buena apariencia y carisma y gracias también a sus sólidas actuaciones en papeles secundarios en  Endless Love, Tuff Turf y Pretty in Pink, pudo actuar en varias cintas posteriores con notable empoderamiento del personaje, actuando en papeles de corte muy psicológico y excéntrico, interpretando papeles de jóvenes de buena cuna, cerebrales, educados, ambiguos, carismáticos e inquisitivos, que se ven envueltos en situaciones oscuras y complejas. 
En el film Tuff Turf de 1985, personifica a un excéntrico rebelde llamado Morgan Hiller en conflicto con una peligrosa pandilla  juvenil de Los Ángeles junto a Kim Richards y un debutante Robert Downey Jr.
Algunas de las películas que más representan el carisma de Spader son "Bad Influence" (1990), con Rob Lowe, en el que encarna a un joven abogado que es manipulado por un forzado amigo hacia oscuros pasajes de maldad.
En 1994 fue protagonista junto a Kurt Russell de la película de ciencia ficcíón Stargate, que daría lugar a tres series del mismo nombre.
Otras películas de culto, como Dream Lover (1993) junto con Mädchen Amick y Secretary (2002), contienen un estilo actoral mucho más desarrollado como un carismático galán.
En el año 2001 participó en la película Stickup ("Golpe bajo") incursionando así en el género de acción.

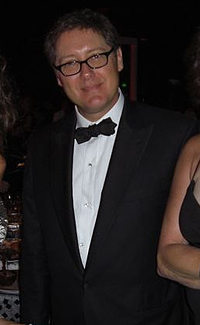
James Spader en 2007

En 2003 lideró el reparto de la serie de David E. Kelley The Practice (Los Practicantes en Latinoamérica y El abogado en España), por la cual ganó un premio Emmy. Protagonizó con William Shatner la serie Boston Legal, también de Kelly y spin-off de The Practice. Por esta también ganó el Emmy al mejor actor principal en drama, lo que lo convirtió en el primer actor en ganar el mismo premio interpretando al mismo personaje en distintas series.
A pesar de que dejó los estudios en noveno grado, actualmente se le reconoce como uno de los mejores actores de culto, ganándose aclamaciones por parte de la crítica.
En 2011 se incorporó al elenco de The Office para sustituir a Kathy Bates, quien interpretó a la anterior directora de la compañía ficticia "Sabre". Se unió interpretando al nuevo director, Robert California.
En 2012 participó en la película Lincoln, en la que interpreta al personaje W.N. Bilbo, que es contratado por Lincoln para que lo ayude en su campaña.
En 2013 interpretó al excéntrico criminal Raymond Reddington en la aclamada serie The Blacklist, por el que fue nominado al Globo de Oro como mejor actor en drama.
En 2015 interpretó al robot Ultron en Avengers: Age of Ultron.

## Vida personal
James Spader estuvo casado con la decoradora Victoria Wheel desde 1987 hasta que pidió el divorcio en 2004, unión de la cual nacieron dos varones: Elijah y Sebastian. Actualmente tiene una relación con  Leslie Stefanson, con la cual tiene un hijo que nació en agosto de 2008.

## Filmografía

### Cine
| Año  | Título original             | Personaje         |
| ---- | --------------------------- | ----------------- |
| 1978 | Team-Mates                  | Jimmy             |
| 1981 | Endless Love                | Keith             |
| 1985 | Tuff Turf                   | Morgan Hiller     |
| 1985 | The New Kids                | Dutra             |
| 1985 | Starcrossed (película 1985) | Joey Callaghan    |
| 1986 | Pretty in Pink              | Steff McKee       |
| 1987 | Wall Street                 | Roger Barnes      |
| 1987 | Mannequin                   | Richards          |
| 1987 | Less Than Zero              | Rip               |
| 1987 | Baby Boom                   | Ken Arrenberg     |
| 1988 | Jack's Back                 | John/Rick Wesford |
| 1989 | Sex, Lies, and Videotape    | Graham Dalton     |
| 1989 | Seducir a Raquel            | DeForest          |
| 1990 | White Palace                | Max Baron         |
| 1990 | Bad Influence               | Michael Boll      |
| 1991 | True Colors                 | Tim Garrity       |
| 1992 | Storyville                  | Cray Fowler       |
| 1992 | Bob Roberts                 | Chuck Marin       |
| 1993 | The Music of Chance         | Jack Pozzi        |
| 1993 | Dream Lover                 | Ray Reardon       |
| 1994 | Stargate                    | Daniel Jackson    |
| 1994 | Wolf                        | Stewart Swinton   |
| 1996 | 2 Days in the Valley        | Lee Woods         |
| 1996 | Crash                       | James Ballard     |
| 1997 | Keys to Tulsa               | Ronnie Stover     |
| 1997 | Madera a la deriva          | El hombre         |
| 1997 | Critical Care               | Dr. Werner Ernst  |
| 1998 | Curtain Call                | Stevenson Lowe    |
| 2000 | Slow Burn                   | Marcus            |
| 2000 | The Watcher                 | Joel Campbell     |
| 2000 | Supernova                   | Nick Vanzant      |
| 2001 | Speaking of Sex             | Dr. Roger Klink   |
| 2002 | Secretary                   | E. Edward Grey    |
| 2002 | Alien Hunter                | Julian Rome       |
| 2002 | The Stickup                 | Parker            |
| 2003 | I Witness                   | Draper            |
| 2004 | Shadow of Fear              | William Ashbury   |
| 2009 | Shorts                      | Sr. Black         |
| 2012 | Lincoln                     | William Bilbo     |
| 2014 | The Homesman                | Aloysius Duffy    |
| 2015 | Avengers: Age of Ultron     | Ultron            |

### Televisión
| Año     | Título original              | Papel              | Notas                                   |
| ------- | ---------------------------- | ------------------ | --------------------------------------- |
| 1983    | Family Tree                  | Jake Nichols       | 2 episodios                             |
| 1983    | Cocaine: One Man's Seduction |                    | telefilme                               |
| 1983    | A Killer in the Family       | Donny              | telefilme                               |
| 1984    | Family Secrets               | Lowell Everall     | telefilme                               |
| 1985    | Starcrossed                  | Joey Callaghan     | telefilme                               |
| 1994    | Frasier                      | Steven             | 1 episodio                              |
| 1997    | Seinfeld                     | Jason Hanky        | 1 episodio                              |
| 2003    | The Pentagon Papers          | Daniel Ellsberg    | telefilme                               |
| 2003-04 | The Practice                 | Alan Shore         | Protagonista, serie de TV (temporada 8) |
| 2004-10 | Boston Legal                 | Alan Shore         | Protagonista, serie de TV               |
| 2006    | Discovery Atlas              | Narrador           | documental                              |
| 2011—12 | The Office                   | Robert California  | Personaje Principal, serie de TV        |
| 2013—23 | The Blacklist                | Raymond Reddington | Protagonista, serie de TV NBC           |

## Premios y distinciones
Festival Internacional de Cine de Cannes
| Año  | Categoría              | Película                         | Resultado |
| ---- | ---------------------- | -------------------------------- | --------- |
| 1989 | Gran Premio del Jurado | Sexo, mentiras y cintas de video | Ganador   |

Premios Globo de Oro
| Año  | Categoría                                  | Trabajo       | Resultado |
| ---- | ------------------------------------------ | ------------- | --------- |
| 2005 | Mejor actor de serie de televisión - Drama | Boston Legal  | Nominado  |
| 2014 | Mejor actor de serie de televisión - Drama | The Blacklist | Nominado  |
| 2015 | Mejor actor de serie de televisión - Drama | The Blacklist | Nominado  |

Premios Primetime Emmy
| Año  | Categoría                     | Trabajo      | Resultado |
| ---- | ----------------------------- | ------------ | --------- |
| 2004 | Mejor actor - Serie dramática | The Practice | Ganador   |
| 2005 | Mejor actor - Serie dramática | Boston Legal | Ganador   |
| 2007 | Mejor actor - Serie dramática | Boston Legal | Ganador   |
| 2008 | Mejor actor - Serie dramática | Boston Legal | Nominado  |

Premios del Sindicato de Actores
| Año  | Categoría                             | Trabajo      | Resultado |
| ---- | ------------------------------------- | ------------ | --------- |
| 2006 | Mejor actor de televisión - Comedia   | Boston Legal | Nominado  |
| 2006 | Mejor reparto de televisión - Comedia | Boston Legal | Nominado  |
| 2007 | Mejor actor de televisión - Drama     | Boston Legal | Nominado  |
| 2007 | Mejor reparto de televisión - Drama   | Boston Legal | Nominado  |
| 2008 | Mejor actor de televisión - Drama     | Boston Legal | Nominado  |
| 2008 | Mejor reparto de televisión - Drama   | Boston Legal | Nominado  |
| 2009 | Mejor actor de televisión - Drama     | Boston Legal | Nominado  |
| 2009 | Mejor reparto de televisión - Drama   | Boston Legal | Nominado  |
| 2012 | Mejor reparto de televisión - Comedia | The Office   | Nominado  |
| 2013 | Mejor reparto                         | Lincoln      | Nominado  |